# Hampton (Virgínia)
Hampton é uma cidade independente localizada no estado americano de Virgínia. A sua área é de 352,8 km², sua população é de 137436 habitantes, e sua densidade populacional é de 1032 hab/km² (segundo o censo americano de 2010). A cidade foi fundada em 1610. É a sexta maior cidade da Virgínia em população. Nela se situa o Virginia Air Space Center.

## Marcos históricos
A relação a seguir lista as entradas do Registro Nacional de Lugares Históricos em Hampton. O primeiro marco foi designado em 15 de outubro de 1966 e o mais recente em 22 de novembro de 2016. Aqueles marcados com ‡ também são um Marco Histórico Nacional.
- Aberdeen Gardens
- Buckroe Beach Carousel
- Chamberlin Hotel
- Chesterville Plantation Site
- Eight-Foot High Speed Tunnel‡
- Fort Monroe‡
- Fort Wool
- Full Scale Tunnel‡
- Hampton City Hall
- Hampton Downtown Historic District
- Hampton Institute‡
- Hampton National Cemetery
- Hampton National Guard Armory
- Herbert House
- Little England Chapel
- Lunar Landing Research Facility‡
- NASA Langley Research Center (LaRC) Historic District
- Old Point Comfort Lighthouse
- Old Wythe Historic District
- Pasture Point Historic District
- Phoebus Historic District
- Rendezvous Docking Simulator‡
- Reuben Clark House
- Scott House
- St. John's Church
- Thimble Shoal Light Station
- Variable Density Tunnel‡
- Victoria Boulevard Historic District
- William H. Trusty House